# 塞维利亚大学
塞维利亚大学（西班牙語：Universidad de Sevilla）是一所位于西班牙塞维利亚的大学。塞维利亚大学是西班牙南部大省安达卢西亚人口最稠密的大学和主要大学之一。它在2016年跻身世界大学350强，其中数学学科排名前100名（第74位）。
2015年塞维利亚大学有6,631个员工与12,368个本科生。

## 图书馆
根据2008年的统计数据，塞维利亚大学图书馆拥有藏书1,507,097册，是西班牙大学中，继马德里康普顿斯大学图书馆和巴塞罗那大学图书馆之后的第三大图书馆。

## 知名校友
- 路易斯·塞努达（1902年－1963年）：西班牙著名诗人。[7]
- 巴爾塔薩·加爾松：西班牙刑事法院法官。以调查佛朗哥统治时期及西班牙内战时所犯下的暴行而闻名。[8]
- 费利佩·冈萨雷斯（1942年－）：政治家，前任西班牙首相。[9]
- 史蒂芬·桑莫斯（1962年－）：美国电影导演、编剧和监制。主要作品有《盗墓迷城》系列。[10]

## 图集

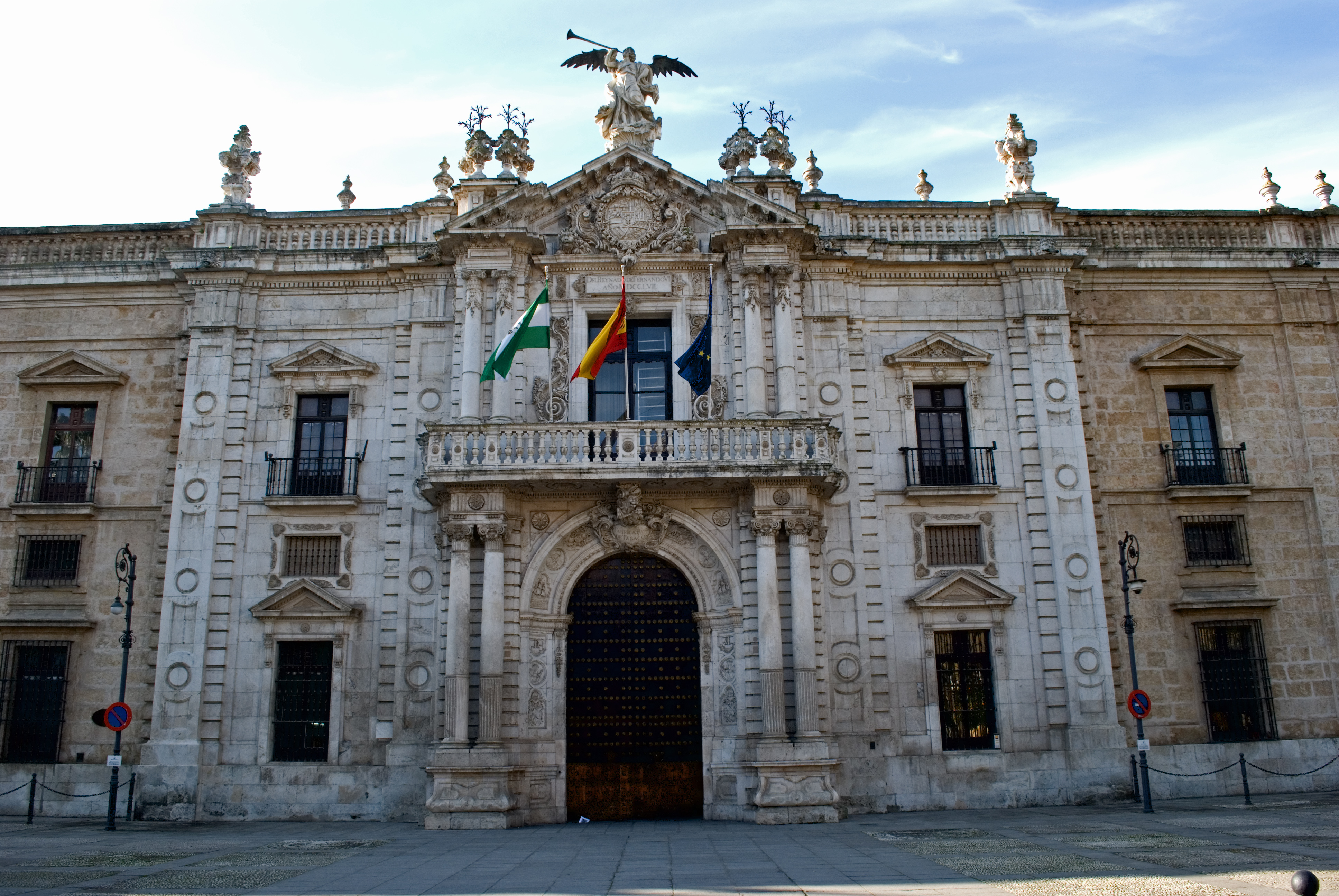
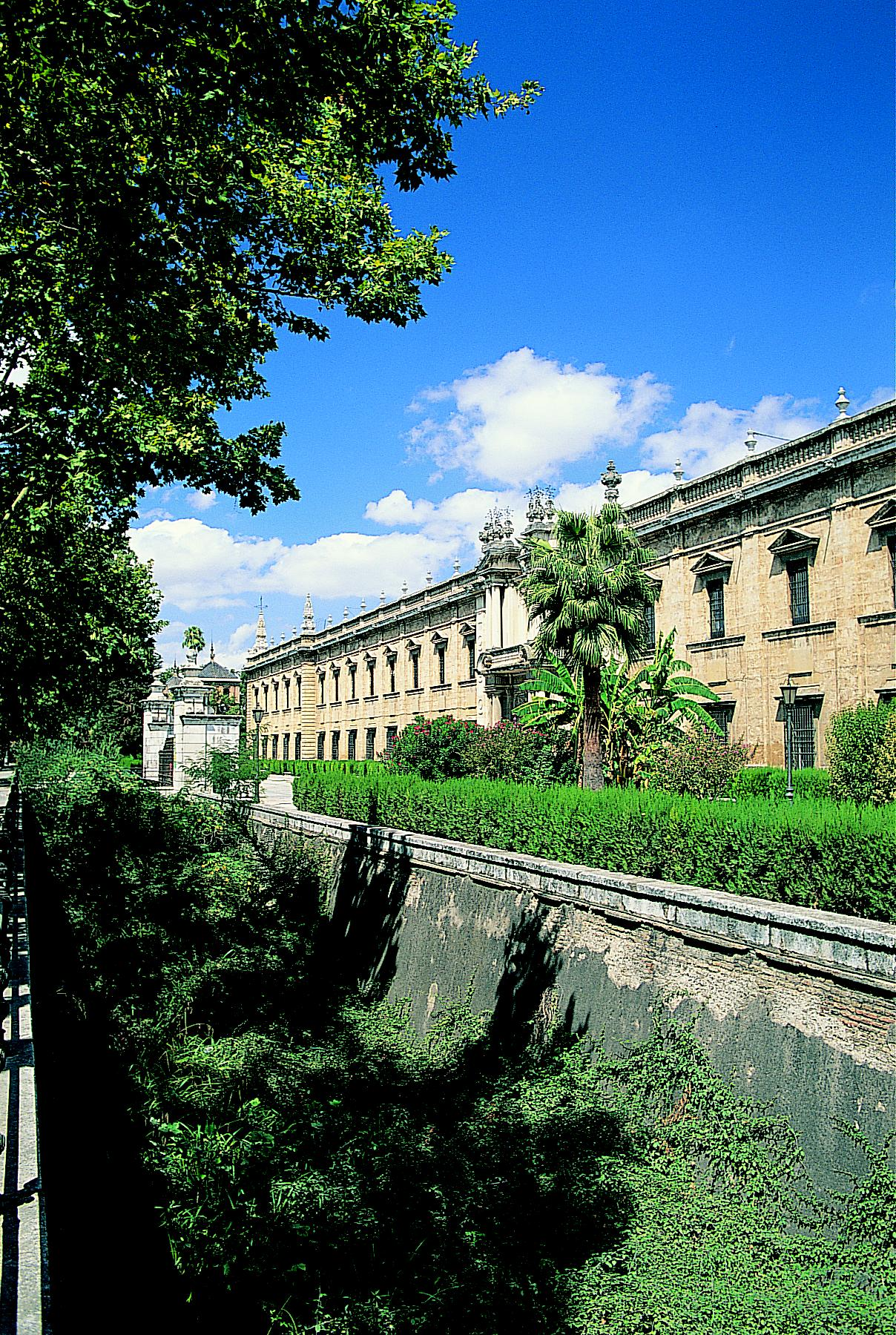
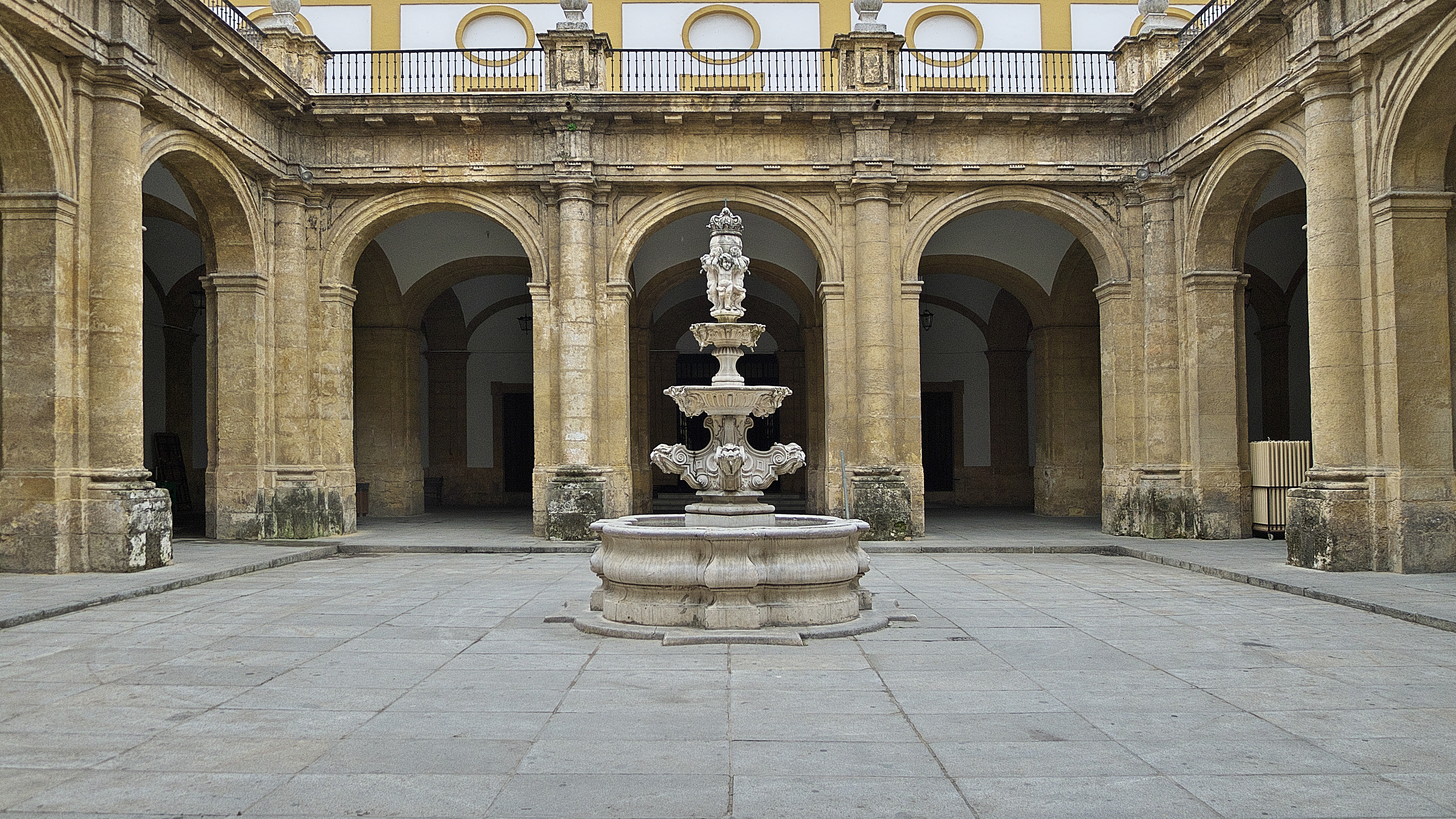
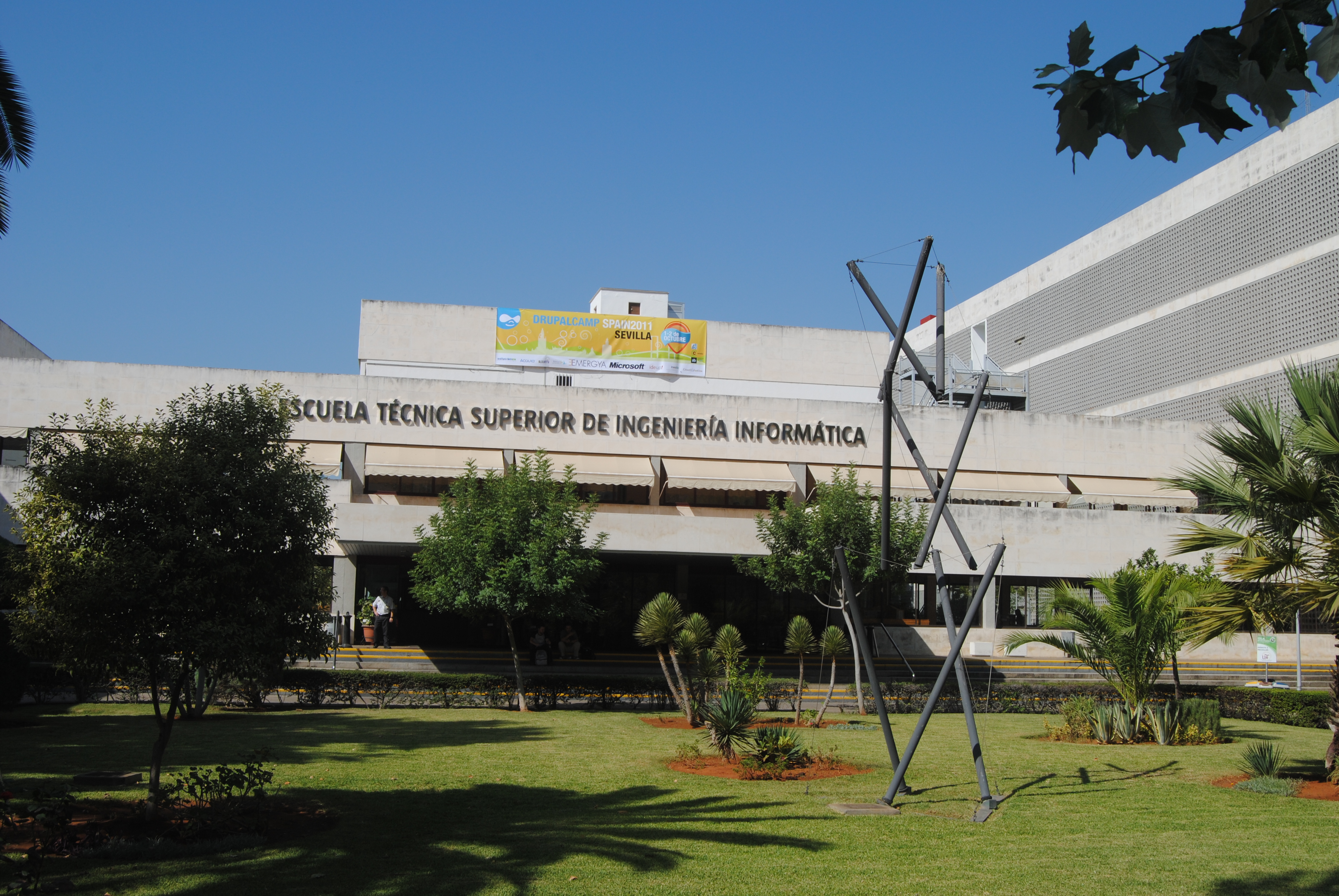
计算机工程学院
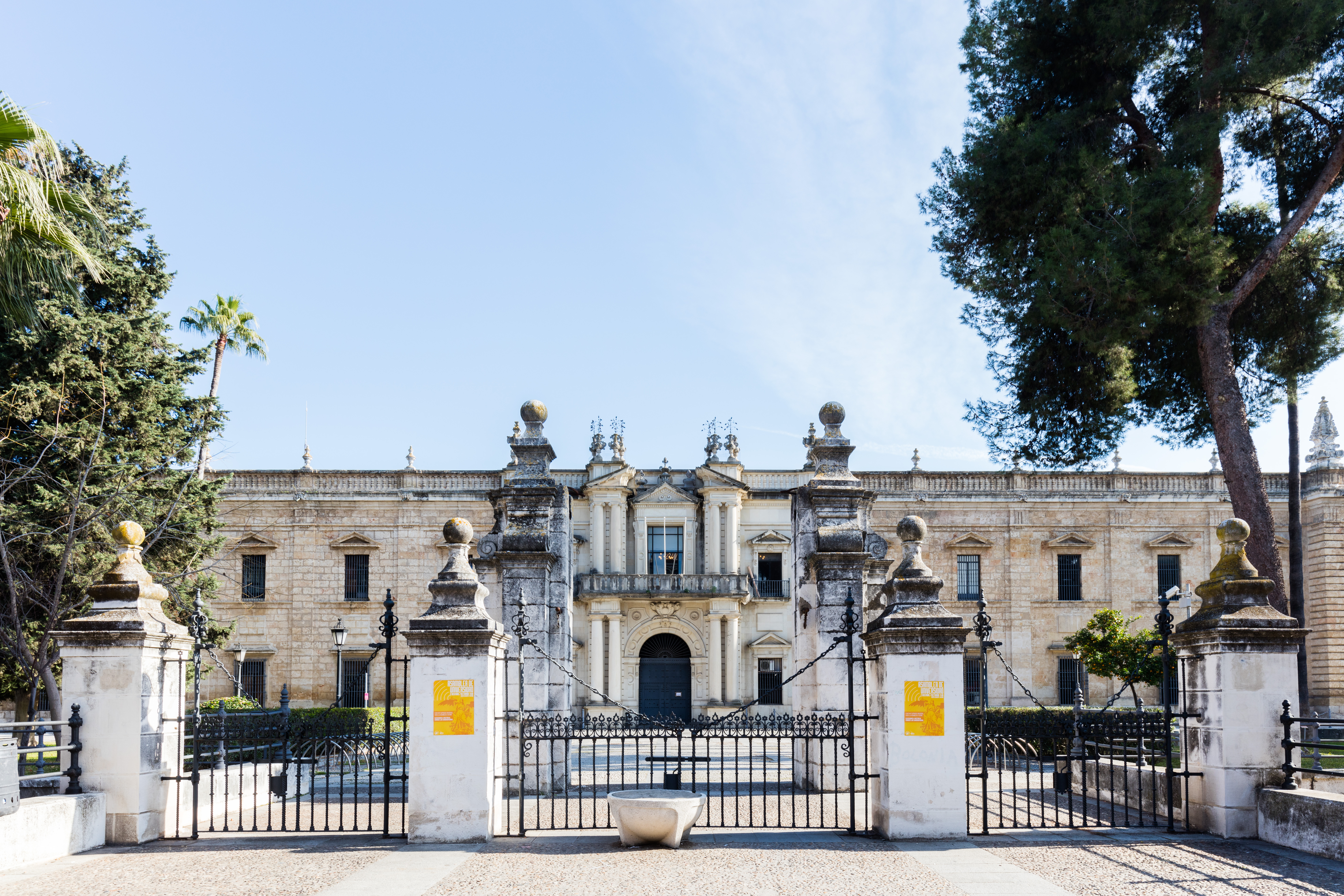
地理和历史学院